# Hector Moloch
Alphonse Hector Colomb, dit Hector Moloch, B. Moloch ou Moloch (Paris, 21 janvier 1849 - Paris 4e, 6 mai 1909) est un dessinateur et caricaturiste français.

## Parcours

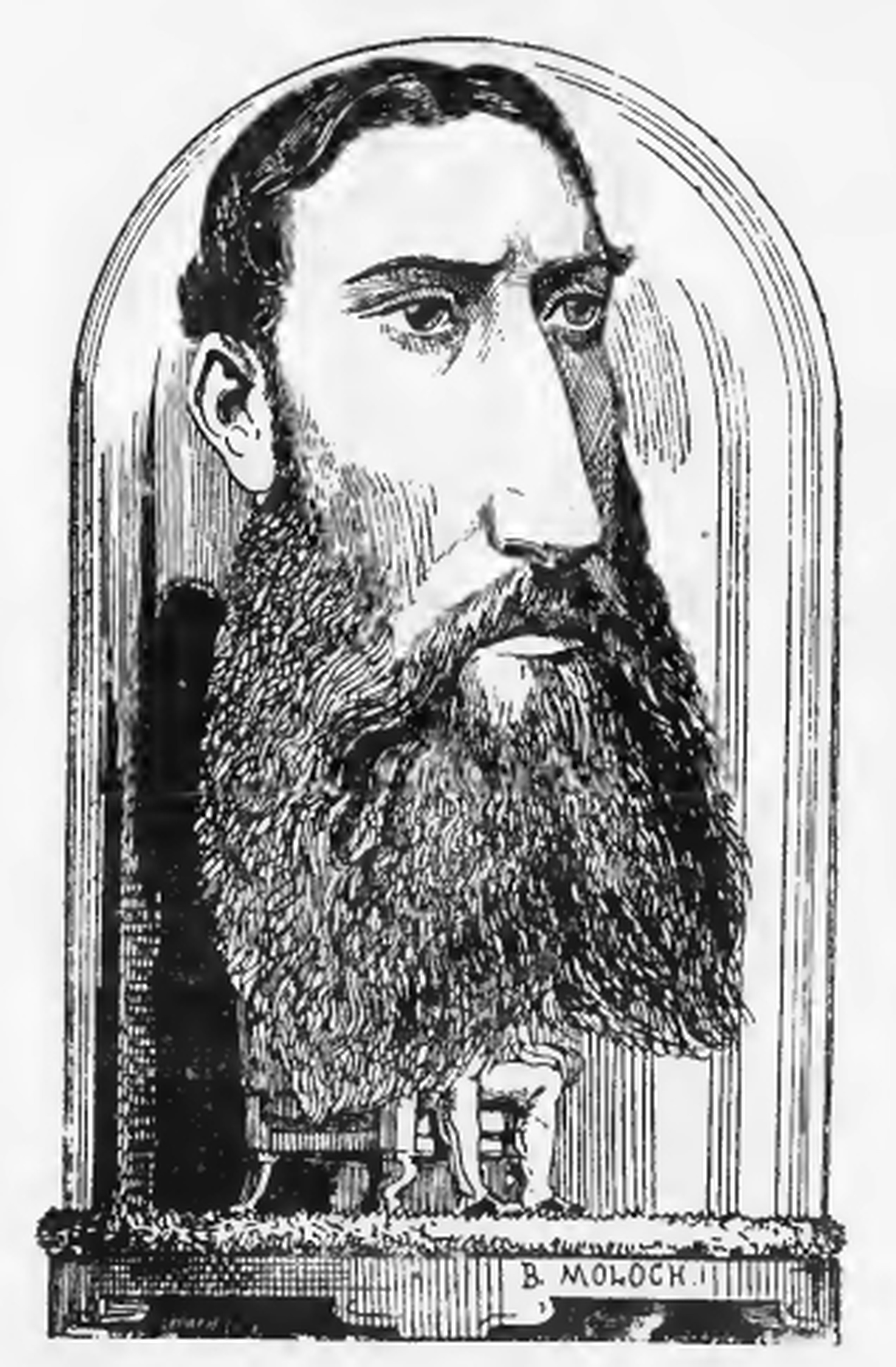
Léopold II (Louis-Philippe-Marie-Victor).
Portrait-charge de B. Moloch pour Le Trombinoscope de Touchatout (1882).

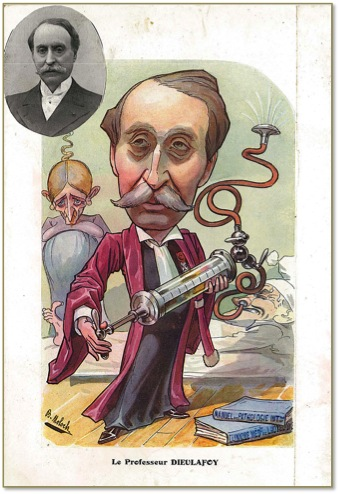
Une des très nombreuses caricatures de médecins publiées dans la revue Chanteclair (1908) : le Pr. Paul Georges Dieulafoy

Hector Colomb débute en 1868 au Belphégore, journal publié à Moulins. 
Trois estampes, signées B. Moloch, très critiques à l'égard de Thiers lui apportent la notoriété. Il s'attaque ensuite à Napoléon III avec des portraits-charge véhéments.  
Dans Chanteclair, il publie deux portraits-charges par mois sur les membres de l'Académie de médecine.
Il prend notamment pour sujet des professeurs et docteurs en médecine. Il est l'auteur de cartes postales, de planches pour les images d’Épinal, et d'affiches publicitaires.
Il travaille pour les journaux illustrés La Fronde, L'Éclipse, Le Grelot, Le Pêle-mêle, Le Chambard socialiste, etc.
Moloch illustre les histoires du « colonel Ramollot », personnage qu'il a inventé. 
Il est avec Steinlein et Édouard Couturier le principal illustrateur du Chambard socialiste. Il dessine la plupart des illustrations de couverture à dater du no 33 du 28 juillet 1894.
Il termine sa carrière en livrant des dessins à L'Assiette au beurre.
Il meurt à Paris le 6 mai 1909.

## Publications

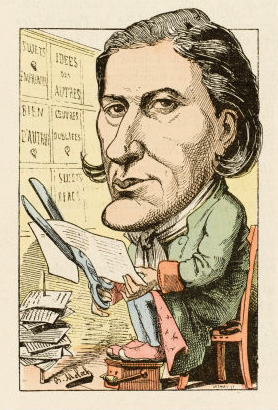
Victorien Sardou (1882) par Moloch pour Le Trombinoscope.

De nombreuses caricatures de Moloch sont reproduites dans Wikimedia Commons, catégorie : "Moloch (illustrator)"
- Le Chambard socialiste
- La Fronde
- L'Éclipse
- Le Grelot
- Le Pêle-Mêle
- Chanteclair
- Le Radical
- La Chronique amusante[2].